# مؤسسه بین‌المللی تحقیقاتی نباتات برای نواحی نیمه خشک
اکریسات (ICRISAT) سازمان تحقیقاتی نباتی در مناطق نیمه خشک حاره را می‌گویند. این سازمان در مناطق آسیا و آفریقائی نیمه صحرا به‌منظور انکشاف نباتات فعالیت دارد. ساحه تحت تحقیق این سازمان ۶٬۵ میلون هکتار کیلومتر زمین می‌باشد؛ که شامل 55 کشور است. نفوس ساحه تحقیق این سازمان ۲٬۶۴۴بیلون نفر می‌باشد که اکثراً غریب هستند. اکریسات زیاده تحقیقات آن بالای پنج گیاه مانند نخود، دال نخود، نخود مرواریدی، بادام زمینی و ذرت می‌باشد. مرکز این سازمان در حیدر آباد ایالت اندیرا پردیش هندوستان می‌باشد.

## نگارخانه

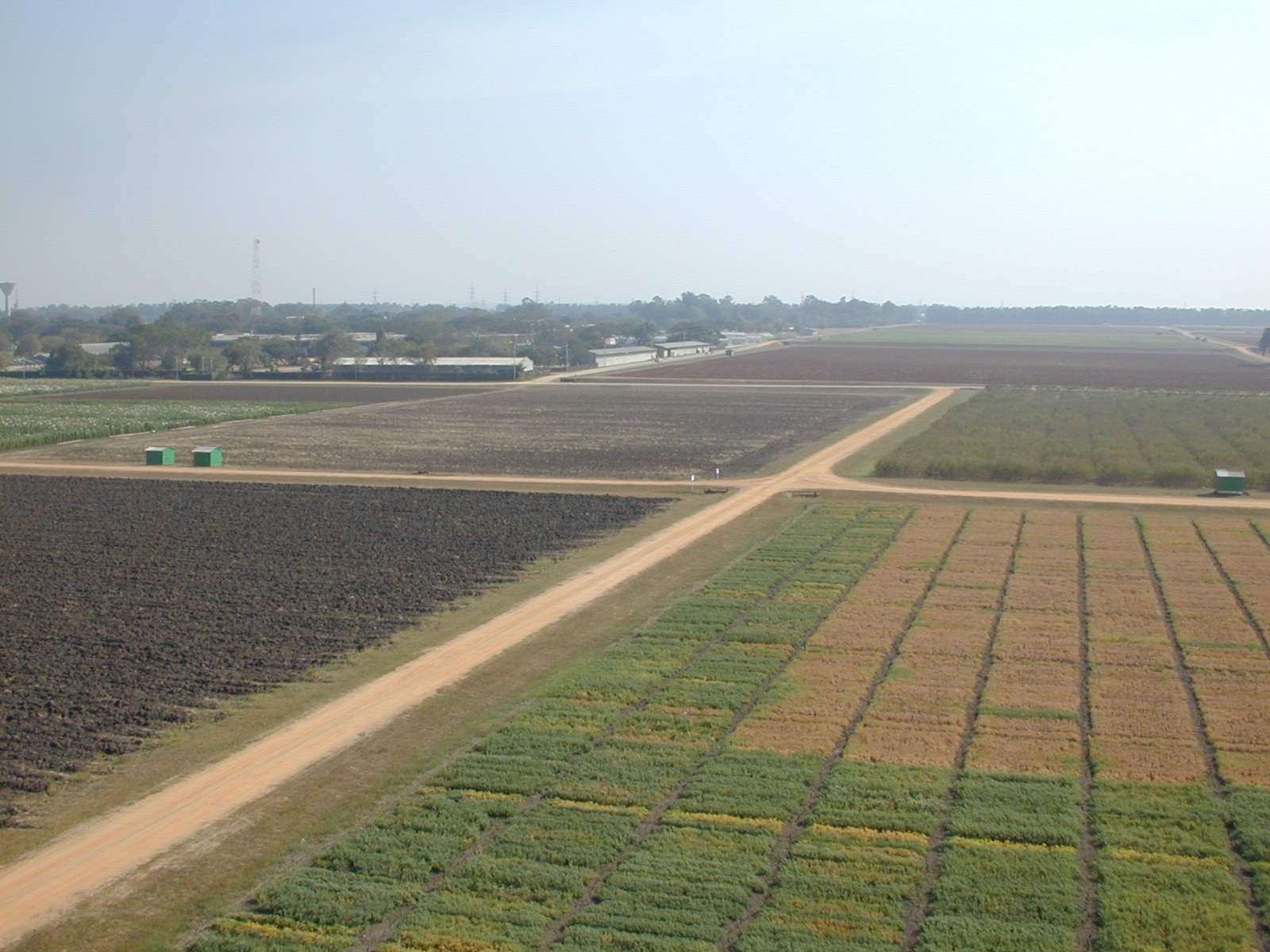